# Pinopsida
Classe
Ordres de rang inférieur
- Cordaitales †
- Pinales
- Taxales
- Vojnovskyales †
- Voltziales †

La classe des Pinopsida est une classe de la division des Pinophyta (Conifères). Elle compte 600-650 espèces. Celles-ci sont caractérisées par des feuilles généralement petites et toujours simples et par une croissance secondaire active de la tige et de la racine.
Beaucoup de membres de ce groupe se sont épanouis à des périodes carbonifères inférieures à l'âge permien.
Les conifères sont les plus nombreux des gymnospermes vivants et forment de grandes et relativement pures forêts. Les exemples communs des conifères sont les pins, les sapins, le séquoia géant et le séquoia à feuilles d'if, les cèdres, les genévriers, les cyprès, les araucarias, les thuyas et les mélèzes. Le bois des conifères est employé intensivement pour la construction. La plupart des conifères sont monoïques, c'est-à-dire que les cônes mâles et femelles sont produits sur le même arbre.

## Liste des ordres
| Selon ITIS : - ordre des Pinales - famille des Araucariaceae - famille des Cephalotaxaceae - famille des Cupressaceae - famille des Pinaceae - famille des Podocarpaceae - famille des Taxodiaceae (inclus par la classification phylogénétique dans Cupressaceae) - ordre des Taxales - famille des Taxaceae | Selon BioLib (20 juillet 2017) : - sous-classe des Pinidae - ordre des Pinales Dumortier - sous-classe des Voltziidae † - ordre des Voltziales W.Zimm. † - genre Ernestiodendron † - genre Pseudovoltzia † - genre Utrechtia † |

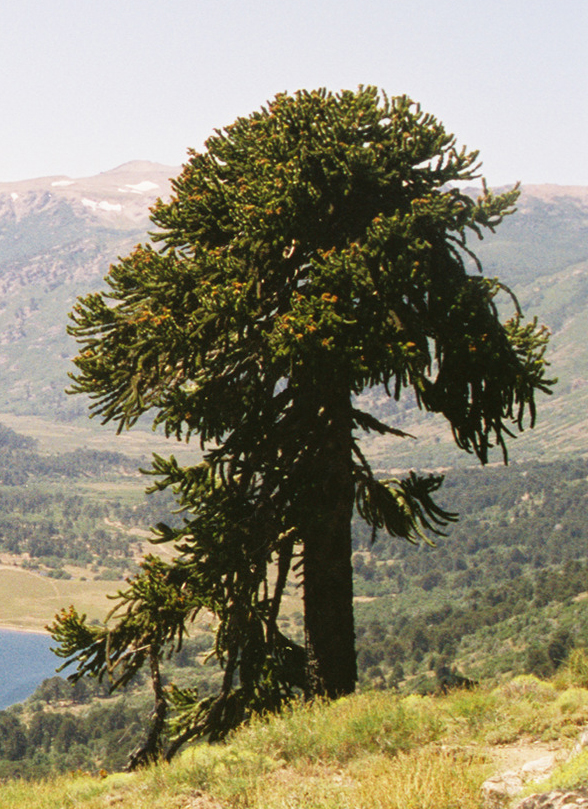
Araucaria araucana (Araucariaceae)
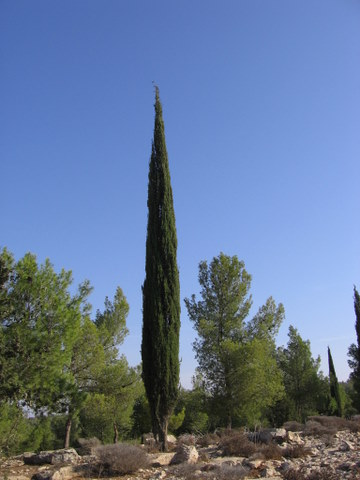
Cupressus sempervirens (Cupressaceae)
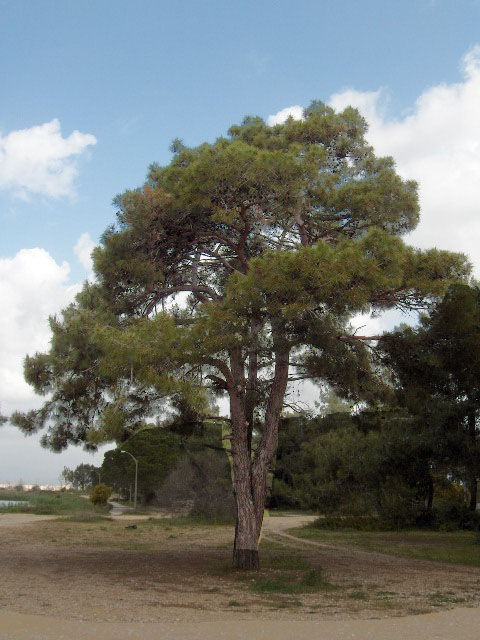
Pinus brutia (Pinaceae)
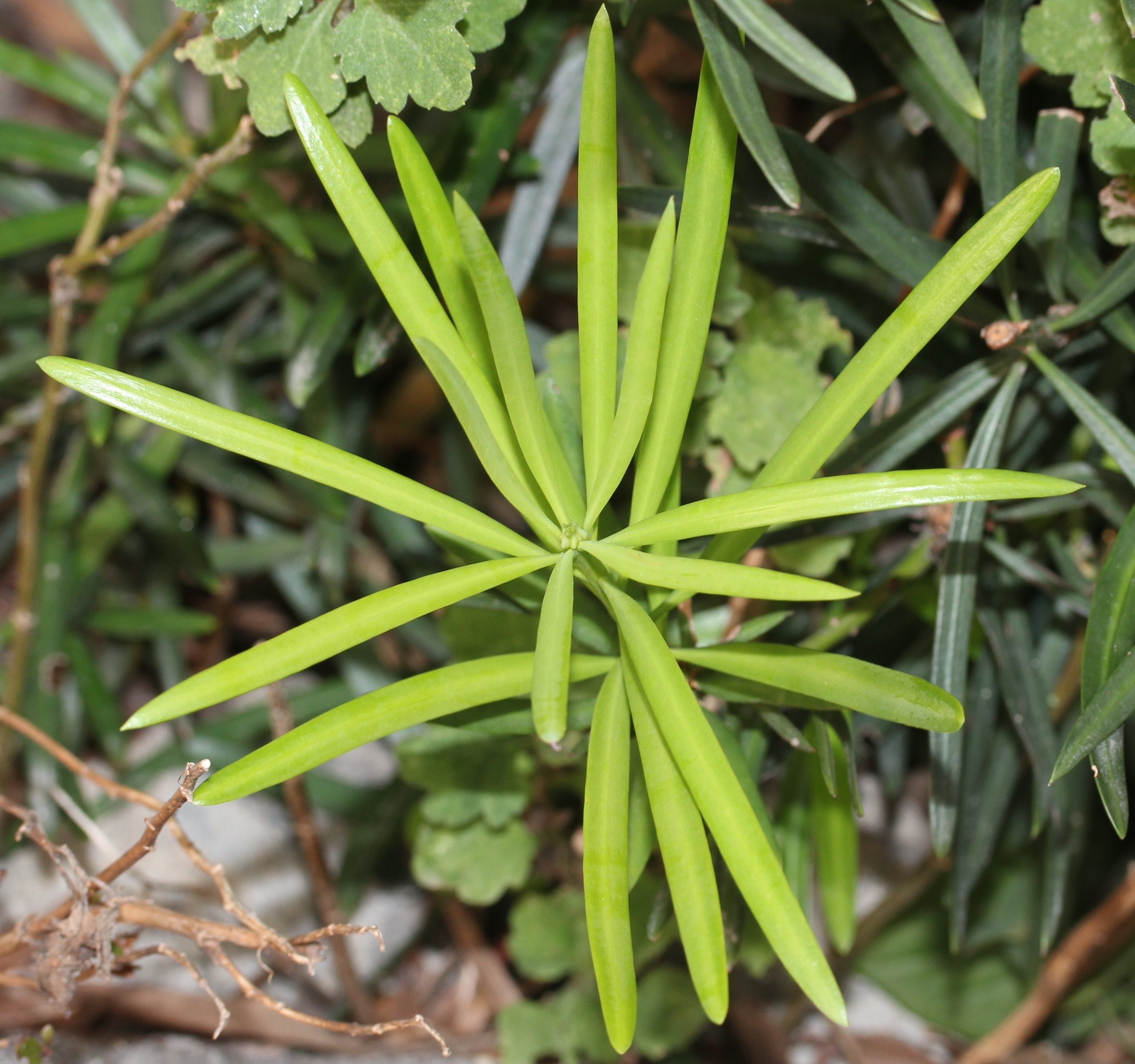
Podocarpus macrophyllus (Podocarpaceae)
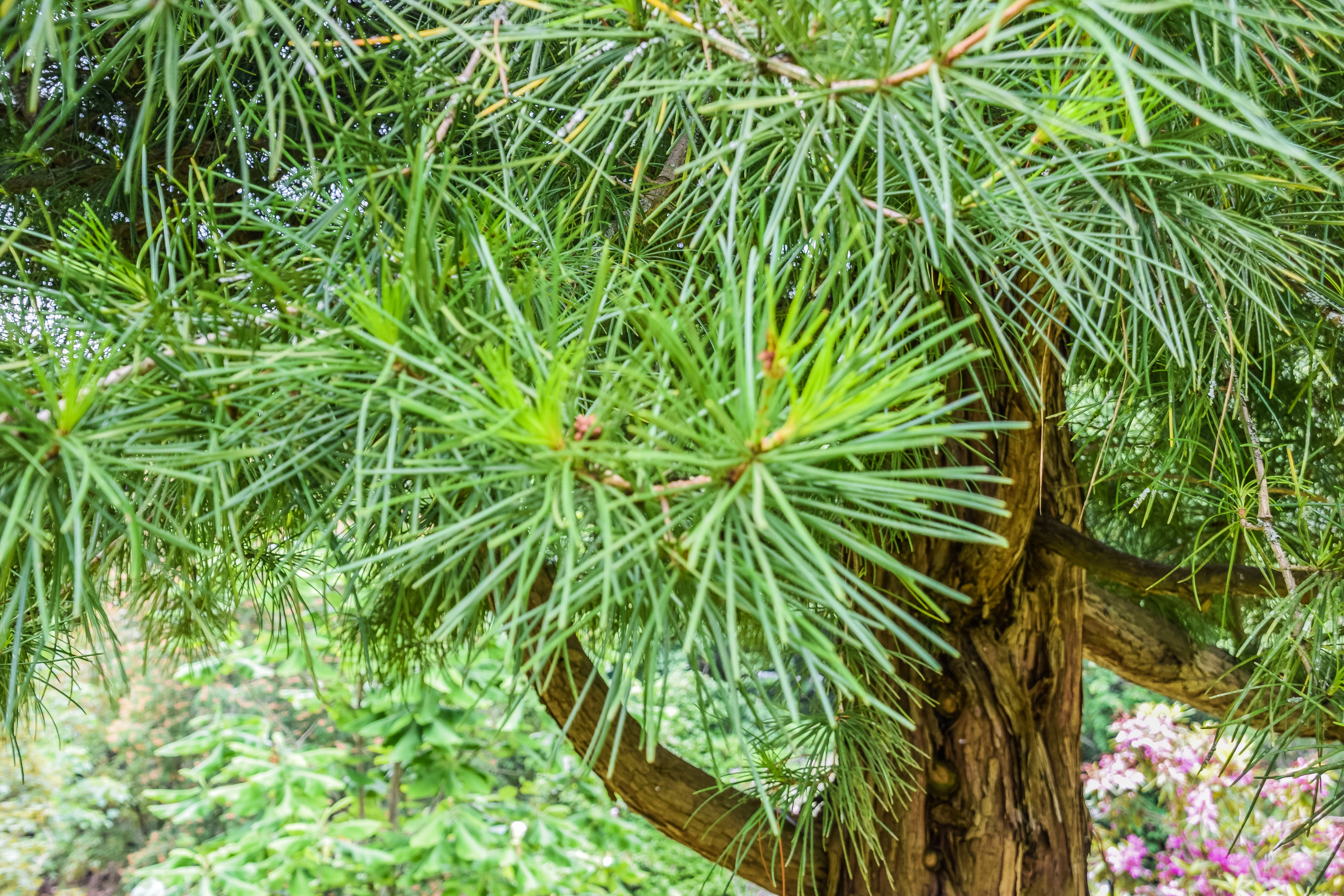
Sciadopitys verticillata (l'unique Sciadopityaceae)
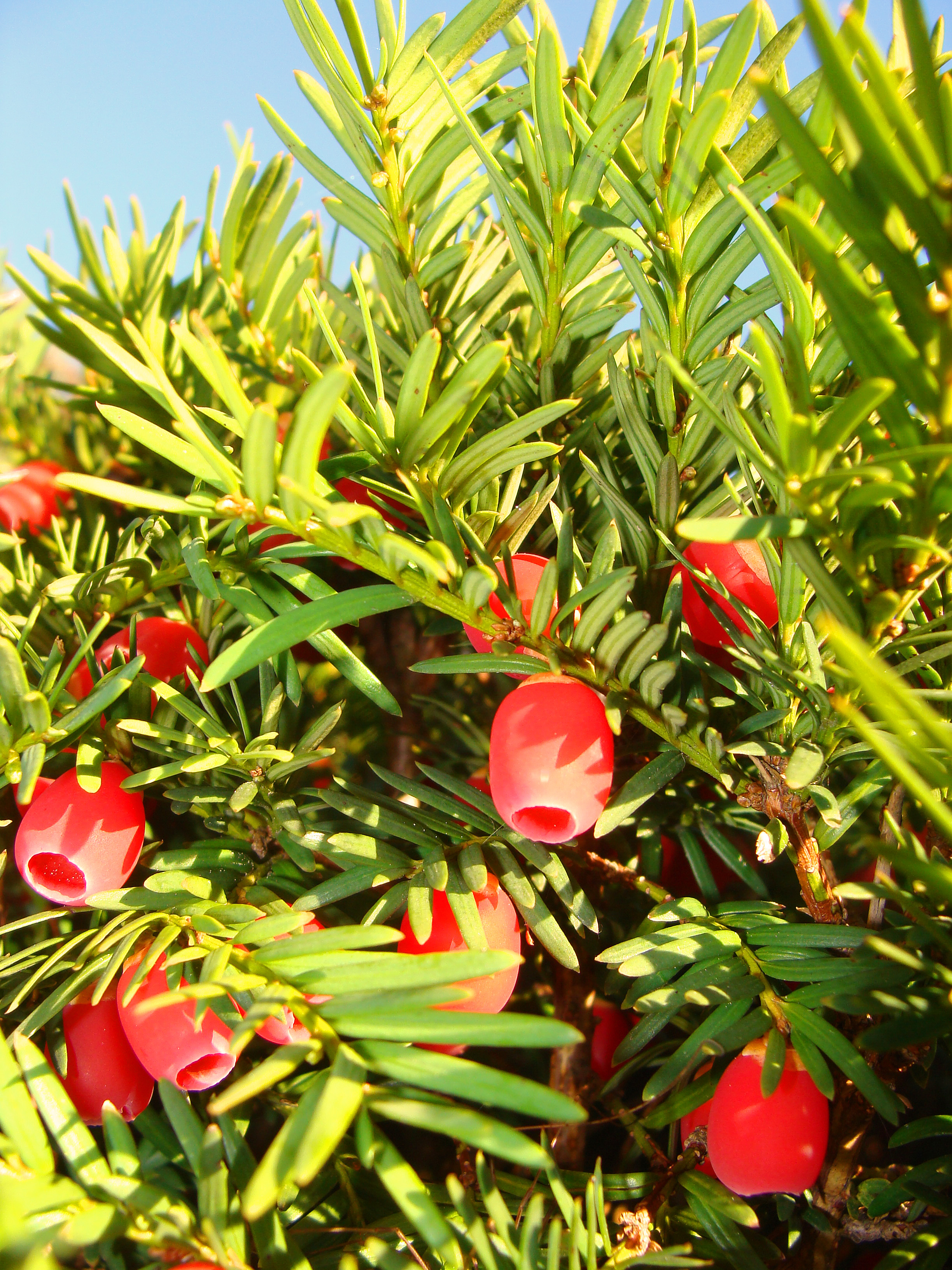
Taxus baccata (Taxaceae)